# Ascoux
Ascoux är en kommun i departementet Loiret i regionen Centre-Val de Loire strax norr Frankrikes mitt. Kommunen ligger i kantonen Pithiviers som tillhör arrondissementet Pithiviers. År 2022 hade Ascoux 1 070 invånare.

## Befolkningsutveckling
Antalet invånare i kommunen Ascoux
| Referens: INSEE |